# HP Xpander
HP Xpander是一款由惠普公司在2001年设计的图形计算器，但是在计划投入生产前的几个星期，这个项目被取消。这款计算器可以使用触摸或键盘两种方式进行输入，拥有一个大尺寸的灰度触摸屏（240×320）。HP Xpander机身采用灰色塑料和少部分半透明蓝色塑料，因此它看起来类似于PDA。
HP Xpander采用了日立SH3处理器，拥有8 MB RAM和16 MB ROM，其底层系统为Windows CE 3.0。为了适应课堂教学的设计目标，HP Xpander系统内预装了一个几何软件，但可惜的是它没有计算机代数系统（CAS）。
HP Xpander位于顶部有一个扩展接口。

## Math Xpander
在终止了HP Xpander实体机的生产后，惠普公司决定以免费的方式公开Xpander软件，它可以在运行Windows CE的Pocket PC设备上运行。